# Maskindirektör

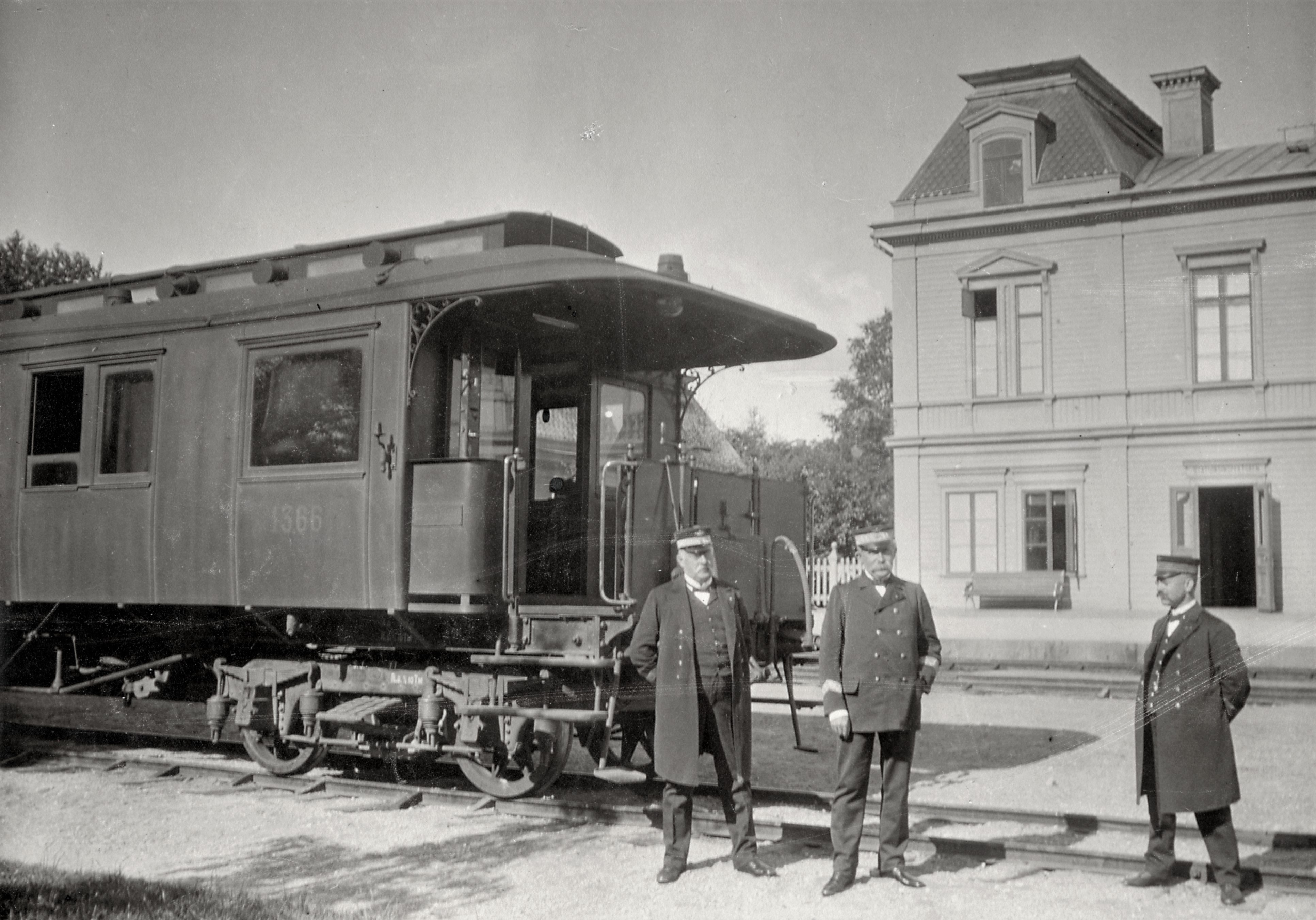
SJ:s verksledning på inspektionsresa i Sundsvall. I mitten generaldirektör Fritz Pegelow. Pegelow flankeras av överdirektör Victor Klemming t.v och distrikschefen Bror Olof Ekman t.h. Klemming började sin bana vid Statens Järnvägstrafik 1875 som ritare och avancerade via tjänster som bl.a. maskindirektör innan han 1908 blev överdirektör.

Maskindirektör var den högre tekniske järnvägstjänsteman, som – vid Statens Järnvägar inom ett distrikt, i övrigt vid järnvägen i fråga – förestod och ledde maskinavdelningens angelägenheter. Inom ett statsbanedistrikt var maskindirektören ledamot av distriktsförvaltningen och föredrog där maskinavdelningens ärenden.